# Cueva Franchthi
La cueva Franchthi (en griego: Σπήλαιον Φράγχθι) está situada al sureste de la Argólida, dentro de la península griega del Peloponeso y se sitúa en un paraje con maravillosas vistas al golfo Argólico, frente a la localidad griega de Koilada. 
La cueva fue ocupada desde época paleolítica, en torno a 20.000 a. C. y posiblemente antes, manteniéndose la ocupación durante el Mesolítico y Neolítico para ser abandonada alrededor de 3000 a. C. Es uno de los pocos asentamientos en el mundo que muestra una ocupación humana continua a lo largo de 20.000 años. 
La cueva presenta alguna de las primeras evidencias de la existencia de una agricultura en Grecia. Sus primeros habitantes serían, con toda probabilidad, cazadores-recolectores, con restos simultáneos de c. 11000 a. C. de frutos como almendras, pistachos, algarrobas y lentejas. La avena salvaje y la cebada silvestre aparecen en contextos datados desde 10500 a. C., mientras que desde 7300 aparecen ya guisantes y peras silvestres. Ninguna de estas especies son autóctonas, y dos de ellas son oriundas de Asia Menor, lo cual parece indicar que el cultivo de legumbres y frutos secos precedió al de cereales en Grecia e incluso en Asia Menor. El hallazgo podría significar que esta zona meridional de Argólida fuera la zona más antigua agrícola conocida en Grecia. Los elementos de obsidiana aparecidos en la cueva proceden de las canteras de la isla de Milos, situada a 80 millas de distancia por mar, lo que indica que la capacidad para ejecutar esos desplazamientos ya se daba en esa época. Igualmente y en torno a 6000 a. C. aparecen evidencias en el registro arqueológico en la cueva de dos especies de trigo salvaje, como son el trigo escanda y el trigo emmer (Triticum dicoccum).